# Middenstandsdiploma
Een middenstandsdiploma is een Nederlands diploma dat tot eind 2000 verplicht was voor een ondernemer om een eigen bedrijf te kunnen voeren, als voor dat bedrijf een vestigingsvergunning nodig was.

## Achtergrond
Voor een groot aantal branches gaf de Kamer van Koophandel tot eind 2007 aan startende ondernemers slechts een vergunning om zich ergens te vestigen indien men een middenstandsdiploma of gelijkwaardig bezat. De wettelijke eis van dit middenstandsdiploma was opgenomen in de Vestigingswet bedrijven 1954. Het middenstandsdiploma is later vervangen door het gemakkelijker diploma AOV (Algemene ondernemersvaardigheden). De genormeerde studiebelasting voor het oorspronkelijke middenstandsdiploma bedraagt 240 studie-uren, voor AOV is dit 120 uur.

## Vestigingseisen
Aan beginnende ondernemers werden door de wetgever altijd drie aantoonbare eisen gesteld:
- voldoende ondernemersvaardigheden;
- een minimum aan vakkennis;
- kredietwaardigheid.

### Voldoende ondernemersvaardigheden
De eerste eis werd afgedekt door het middenstandsdiploma, maar ook andere diploma's voldeden, zoals Mulo met het vak Handelskennis. Met het diploma toonde de ondernemer aan bepaalde kennis en vaardigheden te bezitten op het gebied van ondernemen, boekhouden, handelsrekenen en relevante wetten. Op die manier vormde het middenstandsdiploma een zekere drempel voor beginnende ondernemers.

### Een minimum aan vakkennis
De tweede eis werd gesteld om de consument te beschermen tegen ondeskundigheid en de daaruit voortkomende schade en/of gevaren. Deze eis is overgenomen door diverse brancheverenigingen die een bepaalde opleiding, ervaring en bijscholing eisen om lid te mogen worden. Het lidmaatschap van een branchevereniging is voor de consument een teken dat de ondernemer deskundig is.

### Kredietwaardigheid
De derde eis werd gesteld om beginnende ondernemers te behoeden voor faillissement met alle maatschappelijke gevolgen van dien. Kredietwaardigheid is geen wettelijk eis meer, echter iedere kredietverstrekker zal bepaalde eisen stellen aan een ondernemer voordat geld uitgeleend wordt.
Het vervallen van de eisen heeft (mede) te maken met de terugtrekkende rol van de overheid, maar ook met de effectiviteit van de eisen (zie ook artikel Vestigingswet bedrijven 1954).
Zonder goede scholing, vakkennis en voldoende financiële middelen is het opstarten van een onderneming geen gemakkelijke zaak. De wettelijke eisen zijn dus verdwenen, de eisen van de markt zijn gebleven. De eisen van de markt maakte het feitelijk overbodig dit ook nog eens wettelijk vast te leggen, en dat heeft de wetgever ingezien. Die heeft uiteindelijk de wettelijke eisen ingetrokken, behoudens eisen aan vakkennis in bepaalde branches (waar veiligheid en volksgezondheid in het geding kunnen komen).
De eis van een middenstandsdiploma is afgeschaft, maar men heeft bij het starten van een eigen bedrijf wel vaak nog een vakdiploma nodig.

## Opleidingen
Men kon het middenststandsdiploma halen door het volgen van een opleiding, veelal in de avonduren, in boekhouden, bedrijfsrekenen, handelskennis, bedrijfsleer en rechts- en wetskennis en daarin vervolgens schriftelijk examen te doen. Ook was het mogelijk om gelijktijdig met het doen van examen voor het Mulo-diploma een examen af te leggen voor de genoemde vakken. In dat geval kreeg men niet een 'papieren' diploma, echter wel een aantekening op het Mulo(-A of -B) diploma met een aantekening dat voldaan was aan de eisen voor vestiging voor wat betreft ondernemersvaardigheden (dus in feite het middenstandsdiploma). Ook een HAVO-certificaat met minimaal een 6 gaf vrijstelling voor het middenstandsdiploma. 

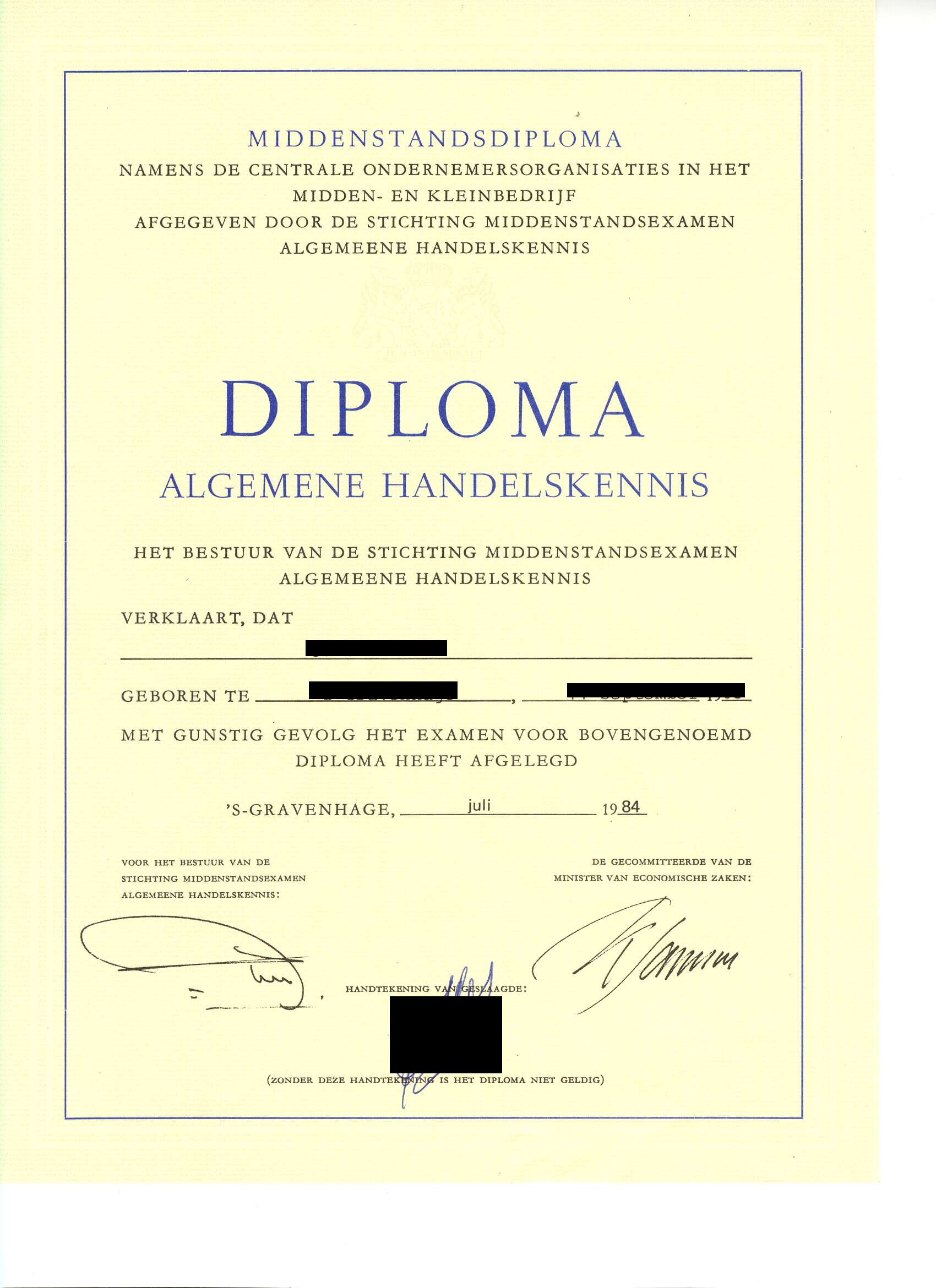
Middenstandsdiploma
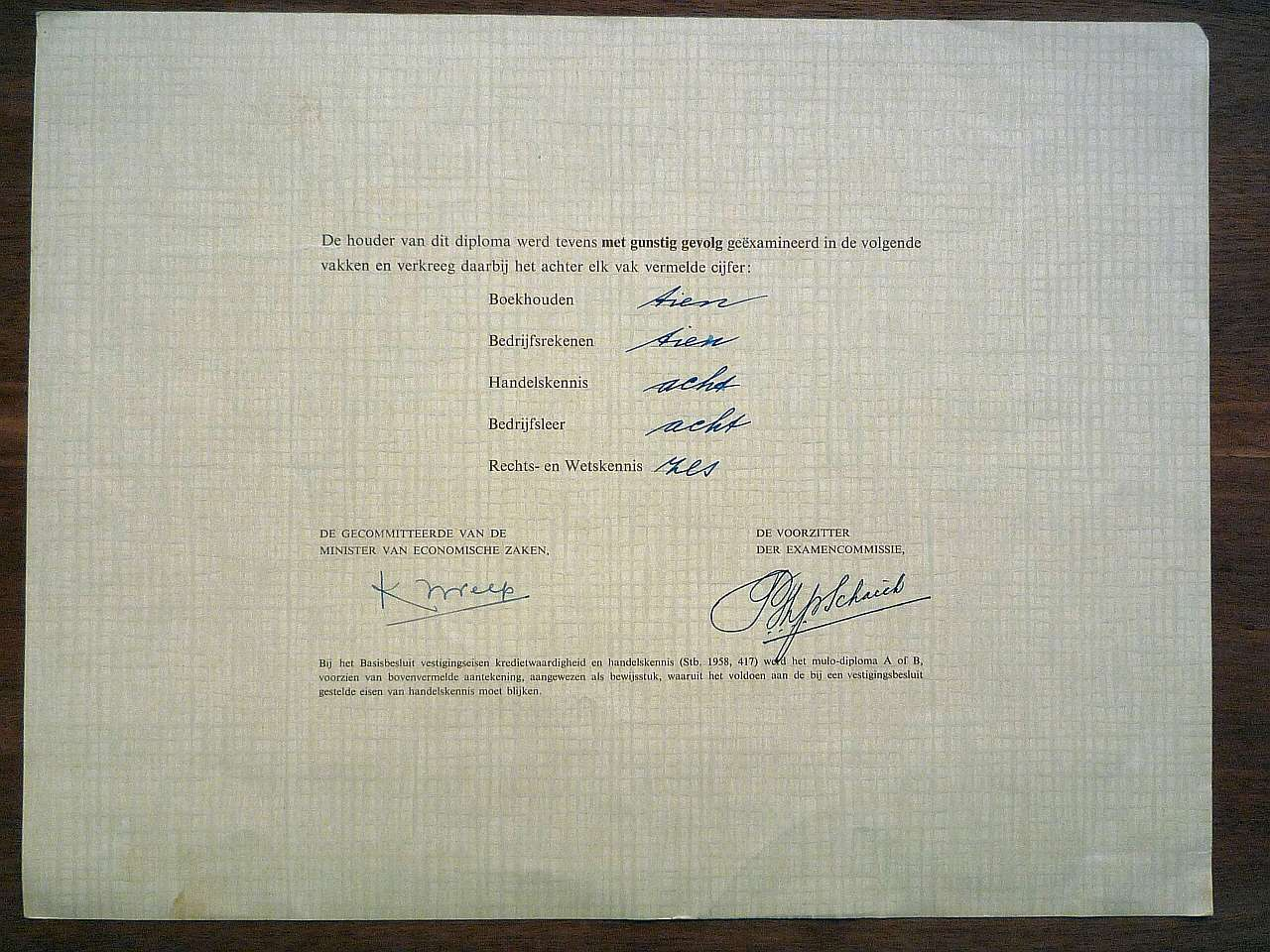
Mulo-diploma (achterzijde)